# Дмитриевка (Гомельская область)
Дмитриевка (бел. Дзмітраўка) — посёлок в Усохо-Будском сельсовете Добрушского района Гомельской области Республики Беларусь.

## География

### Расположение
В 31 км на юго-восток от районного центра Добруш, в 58 км от Гомеля, в 10 км от железнодорожной станции Тереховка, расположенной на линии Гомель — Бахмач.

### Гидрография
Река Уть (приток реки Сож).

## Транспортная система
Транспортная связь по просёлочной дороге, а потом автодороге Тереховка — Гомель.
В посёлке 38 жилых домов (2004 год). Планировка короткой прямолинейной улицы с широтной ориентацией. Застройка деревянными домами.

## История
Посёлок основан переселенцами с соседних деревень во второй половине XIX века. В 1931 году организован колхоз. В 1959 году деревня находилась в составе колхоза «Ленинский путь» с центром в деревне Красная Буда.
До 16 декабря 2009 года в составе Дубровского сельсовета.

## Население

### Численность
- 2004 год — 38 дворов, 39 жителей

### Динамика
- 1930 год — 35 дворов, 185 жителей
- 1959 год — 340 жителей (согласно переписи)
- 2004 год — 38 дворов, 39 жителей